# Myles Turner
Myles Christian Turner (* 24. März 1996 in Bedford, Texas) ist ein US-amerikanischer Basketballspieler, der seit 2015 bei den Indiana Pacers in der NBA spielt.

## NBA
Turner spielte ein Jahr für die University of Texas und wurde danach beim NBA-Draft 2015 von den Indiana Pacers an 11. Stelle ausgewählt. Am 22. Januar 2016 gelang ihm bei der Niederlage gegen die Golden State Warriors mit 31 Punkten eine persönliche Saisonbestleistung. Am Ende seiner Rookiesaison wurde Turner in das zweite NBA All-Rookie Team berufen. Turner steigerte sich in seinem zweiten NBA-Jahr auf 14,5 Punkte, 7,3 Rebounds und 2,1 Blocks pro Spiel. In seinem dritten Jahr musste er aufgrund einer Ellbogenverletzung einige Spiele aussetzen, verhalf jedoch den Pacers zur Playoffsqualifikation. In der Saison 2018–19 führte er die NBA mit 2,7 Blocks pro Spiel an und traf zudem fast 39 % seiner Dreipunktwürfe.

## Karriere-Statistiken

### NBA

#### Reguläre Saison
| Saison  | Team    | GP  | GS  | MPG  | FG % | 3P % | FT % | RPG | APG | SPG | BPG | PPG  |
| ------- | ------- | --- | --- | ---- | ---- | ---- | ---- | --- | --- | --- | --- | ---- |
| 2015–16 | Indiana | 60  | 30  | 22.8 | .498 | .214 | .727 | 5.5 | 0.7 | 0.4 | 1.4 | 10.3 |
| 2016–17 | Indiana | 81  | 81  | 31.4 | .511 | .345 | .809 | 7.3 | 1.3 | 0.9 | 2.1 | 14.5 |
| 2017–18 | Indiana | 65  | 62  | 28.2 | .479 | .357 | .777 | 6.4 | 1.3 | 0.6 | 1.8 | 12.7 |
| 2018–19 | Indiana | 74  | 74  | 28.6 | .487 | .388 | .736 | 7.2 | 1.6 | 0.8 | 2.7 | 13.3 |
| 2019–20 | Indiana | 55  | 55  | 29.6 | .451 | .336 | .750 | 6.5 | 1.1 | 0.8 | 2.2 | 11.8 |
| 2020–21 | Indiana | 47  | 47  | 31.0 | .477 | .335 | .782 | 6.5 | 1.0 | 0.9 | 3.4 | 12.6 |
| 2021–22 | Indiana | 42  | 42  | 29.4 | .509 | .333 | .752 | 7.1 | 1.0 | 0.7 | 2.8 | 12.9 |
| 2022–23 | Indiana | 62  | 62  | 29.4 | .548 | .373 | .783 | 7.5 | 1.4 | 0.6 | 2.3 | 18.0 |
| 2023–24 | Indiana | 77  | 77  | 27.0 | .524 | .358 | .773 | 6.9 | 1.3 | 0.5 | 1.9 | 17.1 |
| Gesamt  | Gesamt  | 570 | 537 | 28.6 | .502 | .354 | .771 | 6.8 | 1.2 | 0.7 | 2.2 | 13.9 |

#### Play-offs
| Saison  | Team    | GP | GS | MPG  | FG % | 3P % | FT % | RPG  | APG | SPG | BPG | PPG  |
| ------- | ------- | -- | -- | ---- | ---- | ---- | ---- | ---- | --- | --- | --- | ---- |
| 2015–16 | Indiana | 7  | 4  | 28.1 | .465 | .000 | .667 | 6.4  | 0.4 | 0.3 | 3.3 | 10.3 |
| 2016–17 | Indiana | 4  | 4  | 33.3 | .432 | .000 | .625 | 6.8  | 0.8 | 1.8 | 1.3 | 10.8 |
| 2017–18 | Indiana | 7  | 7  | 28.0 | .611 | .462 | .789 | 5.1  | 0.6 | 0.3 | 0.6 | 12.4 |
| 2018–19 | Indiana | 4  | 4  | 31.5 | .400 | .214 | .615 | 6.3  | 1.5 | 0.0 | 1.8 | 9.8  |
| 2019–20 | Indiana | 4  | 4  | 36.5 | .568 | .429 | .438 | 10.8 | 0.8 | 0.5 | 4.0 | 15.8 |
| 2023–24 | Indiana | 17 | 17 | 32.4 | .517 | .453 | .760 | 6.6  | 2.1 | 0.5 | 1.5 | 17.0 |
| Gesamt  | Gesamt  | 43 | 40 | 31.3 | .508 | .400 | .687 | 6.7  | 1.3 | 0.5 | 1.9 | 13.8 |